# جورجیو روسانو
جورجیو روسانو (انگلیسی: Giorgio Rossano; ۲۰ مارس ۱۹۳۹ – ۱۳ فوریهٔ ۲۰۱۶) بازیکن فوتبال اهل ایتالیا بود.
از باشگاه‌هایی که در آن بازی کرده‌است می‌توان به باشگاه فوتبال یوونتوس، باشگاه فوتبال باری، باشگاه فوتبال آ.ث. میلان، باشگاه فوتبال پالرمو، و باشگاه فوتبال وارزه اشاره کرد.